# Saint-Sozy
Saint-Sozy település Franciaországban, Lot megyében. Lakosainak száma 486 fő (2022. január 1.). Saint-Sozy Mayrac, Creysse, Lacave, Meyronne és Pinsac községekkel határos.

## Népesség
A település népessége az elmúlt években az alábbi módon változott:
| Lakosok száma | 417  | 424  | 430  | 513  | 484  | 467  | 468  | 483  | 483  | 486  |
|               | 1968 | 1982 | 1990 | 2006 | 2013 | 2015 | 2017 | 2019 | 2020 | 2022 |